# بخش جلون
بخش جلون (به انگلیسی: Jalaun district) یک منطقهٔ مسکونی در هند است که در Jhansi division واقع شده‌است. بخش جلون ۴٬۵۶۵ کیلومتر مربع مساحت و ۱٬۶۸۹٬۹۷۴ نفر جمعیت دارد.